# Brouwerij De Schuur
Brouwerij De Schuur is een Belgische microbrouwerij te Linden (Lubbeek) in de provincie Vlaams-Brabant.

## Geschiedenis
Deze familiale ambachtelijke “picobrouwerij” werd in 1994 opgericht door hobbybrouwer Jan Symons. De bieren van deze brouwerij zijn ongefilterd en ongepasteuriseerd. Vanaf 1994 werd het bier Meneer op de markt gebracht en in 2000 volgde Nikolaas Tripel. Vervolgens volgden Bruin voor Bruin, Cuvée Jubilée en Mijn Vreugde.

## Bieren
- Meneer, blond, 7,5%
- Nikolaas Tripel, tripel, 9%
- Bruin voor Bruin, bruin, 7;5%
- Cuvée Jubilée, kruidenbier, 9%
- Mijn Vreugde, fris bitter blond, 5%